# Jarov (Észak-plzeňi járás)
Jarov település Csehországban, az Észak-plzeňi járásban. Jarov Obora, Dobříč, Kaceřov és Hromnice településekkel határos. Lakosainak száma 145 fő (2024. január 1.).

## Népesség
A település lakosságának változását az alábbi diagram mutatja:
| Lakosok száma | 396  | 395  | 332  | 186  | 160  | 137  | 139  | 142  | 143  | 145  |
|               | 1869 | 1890 | 1921 | 1950 | 1980 | 2001 | 2017 | 2019 | 2022 | 2024 |